# Arhopala udapa
Arhopala udapa är en fjärilsart som beskrevs av Corbet 1941. Arhopala udapa ingår i släktet Arhopala och familjen juvelvingar. Inga underarter finns listade i Catalogue of Life.